# Bến Bạch Đằng
Bến Bạch Đằng là tên của khu vực công viên và bến sông bên bờ sông Sài Gòn tại Quận 1, trung tâm Thành phố Hồ Chí Minh, Việt Nam. Đây là nơi người dân thành phố và du khách tới vui chơi và là địa điểm ngắm pháo hoa mỗi dịp lễ, Tết.
Bến Bạch Đằng ở địa chỉ số 2 đường Tôn Đức Thắng, nằm bên bờ tây sông Sài Gòn, gồm bến cảng và công viên dài 1,3 km, rộng 23.400 m².

## Lịch sử
Theo Petrus Trương Vĩnh Ký, khu vực từ cột cờ Thủ Ngữ đến công trường Mê Linh ngày nay, từ thời Chân Lạp cho đến nhà Nguyễn còn được gọi là Bến Ngự, tức bến sông dành cho vua. Gần vị trí bến đò Thủ Thiêm, sau là phà Thủ Thiêm từng có công trình kiến trúc mang tên Thủy Các, là nhà nơi nhà vua làm việc và nghỉ mát bên sông. Đầu thế kỷ 19, vị trí cột cờ Thủ Ngữ và đối diện trên đường Hàm Nghi ngày nay là trạm Gia Tân (nơi chuyển công văn của triều đình từ Huế vào hoặc chuyển từ Gia Định ra Huế) và nhà Công Quán (nhà khách cho các quan lại hoặc sứ thần nước ngoài trú ngụ).

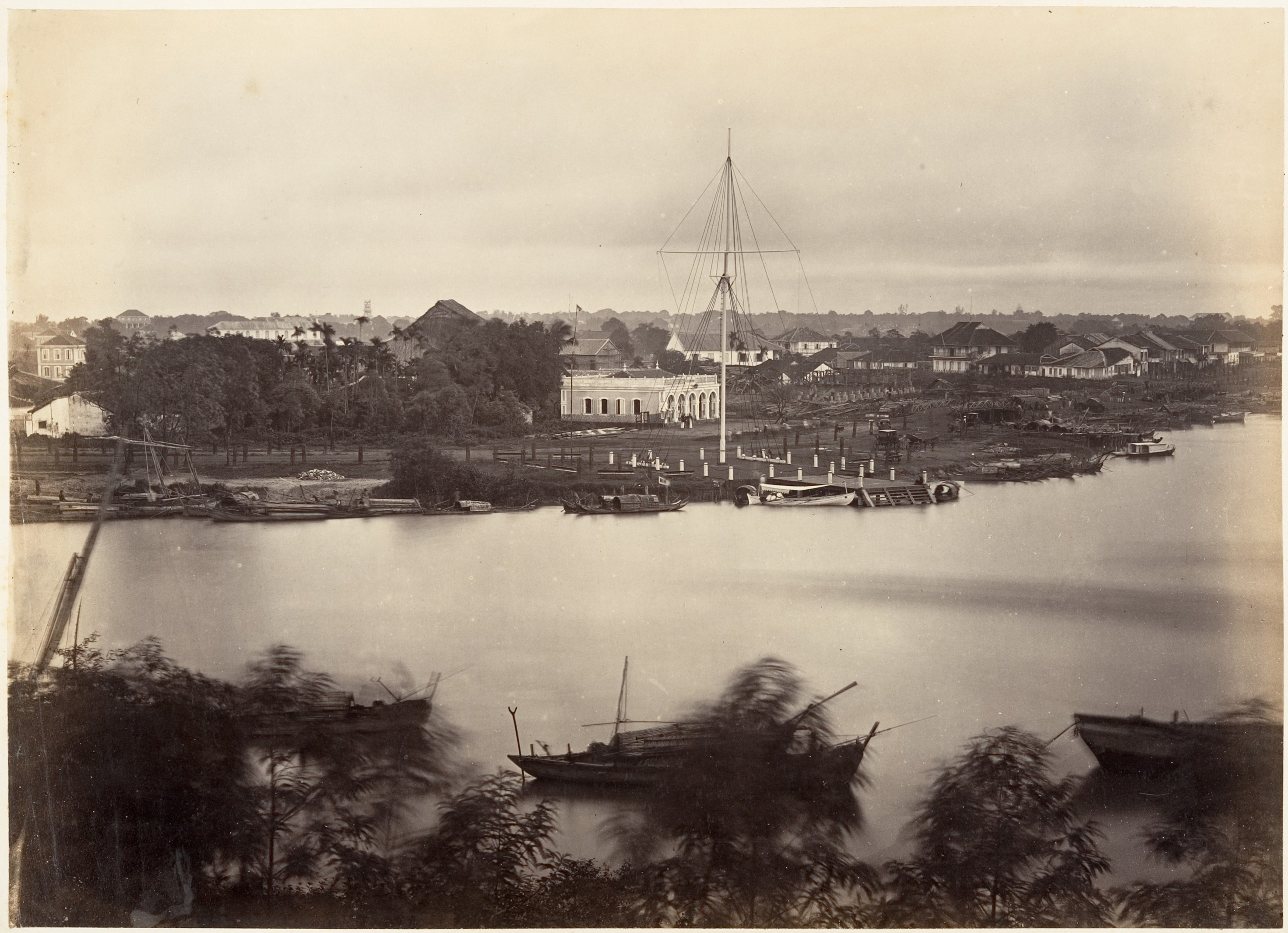
Cột cờ Thủ Ngữ, và rạch Bến Nghé ở bên trái. Ảnh do Emile Gsell chụp năm 1866

Đoạn bờ sông từ Xưởng đóng tàu Ba Son cũ (nay là nhà ga Ba Son của tuyến metro số 1 Bến Thành – Suối Tiên và đầu cầu Ba Son) là nơi xuất xưởng những con tàu chiến Việt Nam từ cuối thế kỷ 18. Thời kỳ Lê Văn Duyệt là tổng trấn Gia Định (1812–1832), đoạn bờ sông này là nơi tập hợp chiến thuyền để tập trận thủy quân trong lễ hội thao diễn quân sự diễn ra hằng năm, vào dịp rằm tháng Giêng.
Đến thời Pháp thuộc, khi quy hoạch đô thị Sài Gòn, người Pháp đã hiện đại hóa bờ sông này, xây dựng bến cảng. Toàn bộ khu vực được chia thành nhiều bến, mỗi bến phục vụ tàu thuyền khác nhau. Khu vực từ cột cờ Thủ Ngữ đến công trường Mê Linh là nơi tàu thuyền trong và ngoài nước cập bến. Riêng khu vực từ xưởng Ba Son đến đối diện với tòa nhà Bộ Tư lệnh Hải quân là bến tàu dành riêng cho các tàu chiến. Sau khi người Pháp rời đi, khu vực này tiếp tục được hải quân Việt Nam Cộng hòa sử dụng. Nơi đây có trưng bày nhiều khẩu pháo cổ và các súng bắn pháo hiệu để sử dụng cho việc nghênh đón khách quý hay điều hành duyệt binh trên sông.
Con đường dọc bờ sông cũng mang những tên gọi khác nhau ở từng thời kỳ. Đoạn từ cầu Khánh Hội đến công trường Mê Linh năm 1865 mang tên Quai de Donnai, sau đổi là Quai Napoléon; năm 1870 đổi là Quai du Commerce; năm 1896 đổi là Quai Francis Garnier; ngày 26-4-1920 đổi là Quai le Myre de Vilers. Đoạn từ công trường Mê Linh đến giáp nhà máy Ba Son, lúc đầu mang tên Quai Primauguet; ngày 26-4-1920 đổi là Quai d'Argonne. Năm 1955, Việt Nam Cộng hòa nhập 2 đường Le Myre Vilers và Argonne làm một và đổi tên là Bến Bạch Đằng, tên gọi Bến Bạch Đằng có từ đó. Năm 1980, Ủy ban nhân dân Thành phố Hồ Chí Minh nhập đường Bến Bạch Đằng với một đoạn đường Đinh Tiên Hoàng (tương ứng với phần lớn đại lộ Cường Để cũ trước năm 1975) thành đường Tôn Đức Thắng như hiện nay.

## Đợt chỉnh trang, cải tạo năm 2021–2022
Sau hơn nửa thế kỷ, nhiều hạng mục tại Bến Bạch Đằng bị xuống cấp: nền bê tông sụt lở, bờ sông nhiều rác, các công trình bị bôi bẩn, nhiều đoạn lan can bị bung ra...
Tháng 4 năm 2021, thành phố quyết định chỉnh trang toàn bộ công viên từ cột cờ Thủ Ngữ đến dự án khu phức hợp Sài Gòn – Ba Son, rộng 18.600 m², chia làm hai giai đoạn. Giai đoạn 1 từ cột cờ Thủ Ngữ đến cầu tàu số 2 rộng hơn 8.700 m², kinh phí 35 tỷ đồng được thực hiện từ ngày 10 tháng 6 năm 2021 và mở cửa cho người dân tham quan từ ngày 26 tháng 1 năm 2022. Giai đoạn 2 từ cầu tàu số 2 đến khu vực súng thần công, rộng khoảng 7.300 m², kinh phí 30 tỷ đồng, khởi công từ tháng 9 năm 2021.
Ngày 17 tháng 3 năm 2022, công viên Bến Bạch Đằng và công viên Mê Linh được khánh thành và đưa vào sử dụng. Bến Bạch Đằng sau cải tạo có diện tích khoảng 1,6 ha, trong đó có 8.700 m² đường dạo, sân sinh hoạt bằng đá granite và 7.000 m² mảng xanh, cỏ, kiến trúc chuỗi hoa sen xuyên suốt công viên. Bên cạnh đó, công viên được lắp đặt hệ thống tưới nước tự động, hệ thống chiếu sáng.

## Những địa điểm vui chơi hấp dẫn tại bến sông Bạch Đằng

### Công viên bến sông Bạch Đằng
Tham quan khu vực bến, bạn nên dành một chút thời gian dạo chơi tại công viên Bạch Đằng cạnh bên. Có chiều dài hơn 1,3 km, nơi đây được xem là một trong số những công viên cây xanh rộng lớn nhất nhì Sài Gòn. Ngoài ra, xung quanh khuôn viên còn có rất nhiều dãy ghế đá để du khách có thể nghỉ ngơi và ngắm nhìn phong cảnh.
Công viên cảng Bạch Đằng cũng là nơi vui chơi và ngắm pháo hoa quen thuộc của người dân thành phố cũng như với du khách gần xa, đặc biệt là vào những dịp lễ, Tết. Một điểm nổi bật của công viên chính là khu chợ phiên "SaiGon Central Market" thường được tổ chức vào những ngày cuối tuần. Phiên chợ là nơi bày bán nhiều loại hàng hóa, ẩm thực Việt Nam và các chương trình giao lưu văn hóa nghệ thuật đặc sắc.

### Trải nghiệm xe bus trên sông
Một khi đã đặt vé máy bay đi đến Sài Gòn, chắc chắn du khách không thể nào bỏ qua trải nghiệm đi xe bus trên sông vô cùng độc đáo này. Xe bus đường sông hay waterbus là một trong những loại hình dịch vụ giải trí mới mẻ, sáng tạo và khiến rất nhiều khách du lịch thích thú.
Waterbus sẽ đưa du khách tham quan lần lượt qua bốn trạm Bạch Đằng , Bình An, Thanh Đa và trạm Linh Đông. Đến đây, du khách sẽ có cơ hội tận hưởng cảm giác mát mẻ, thích thú khi được vi vu trên dòng sông Sài Gòn rộng lớn. Bên cạnh đó, du khách cũng sẽ chiêm ngưỡng những công trình kiến trúc đồ sộ của thành phố như Landmark 81, cầu Sài Gòn hay toà nhà Bitexco... dưới một góc nhìn hoàn toàn mới lạ.

### Cơ hội check-in tại bến Bạch Đằng
Nếu bạn là một người đam mê nghệ thuật nhiếp ảnh hay chỉ đơn giản muốn sở hữu một vài bộ ảnh xinh đẹp thì bến Bạch Đằng chính là điểm đến cực kỳ hợp lý. Được đầu tư quy mô, sang trọng cả về hình thức bên ngoài lẫn nội thất, ga tàu thủy Bạch Đằng cũng như những quán cà phê gần đó đều là những địa điểm sở hữu góc chụp ảnh vô cùng thu hút và đắt giá.

Hơn nữa, bạn cũng có thể chụp ảnh với nhiều góc view khác như công trường Mê Linh, những dãy ghế đá công viên nhìn ra sông hay khu vực cạnh bến thuyền Waterbus. Thêm vào đó, sự kết hợp giữa hình ảnh sông Sài Gòn cùng những dãy nhà cao tầng phía xa cũng sẽ tạo nên một khung cảnh check-in vô cùng ấn tượng.

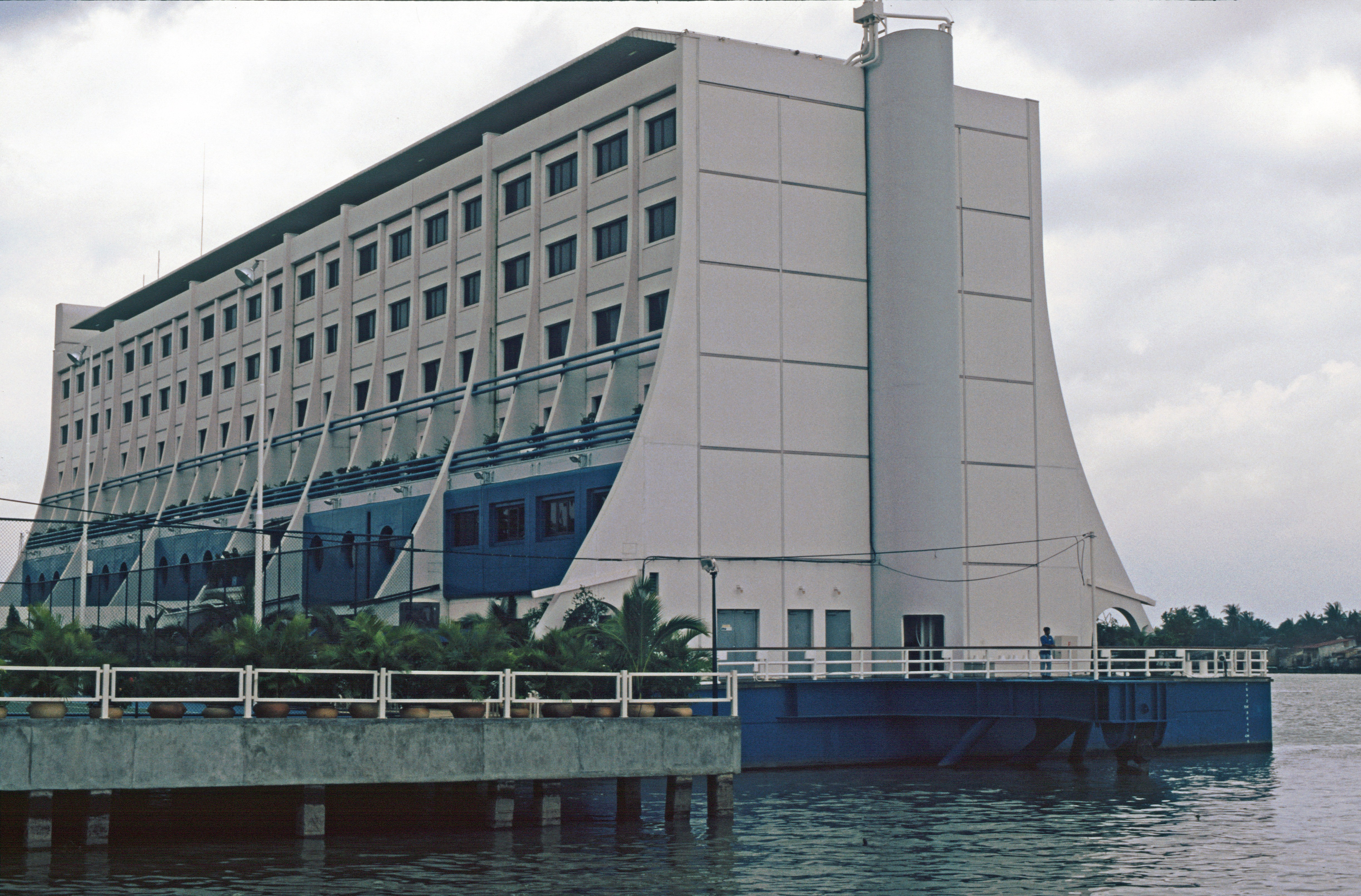
Khách sạn nổi Sài Gòn gần tượng Trần Hưng Đạo năm 1991
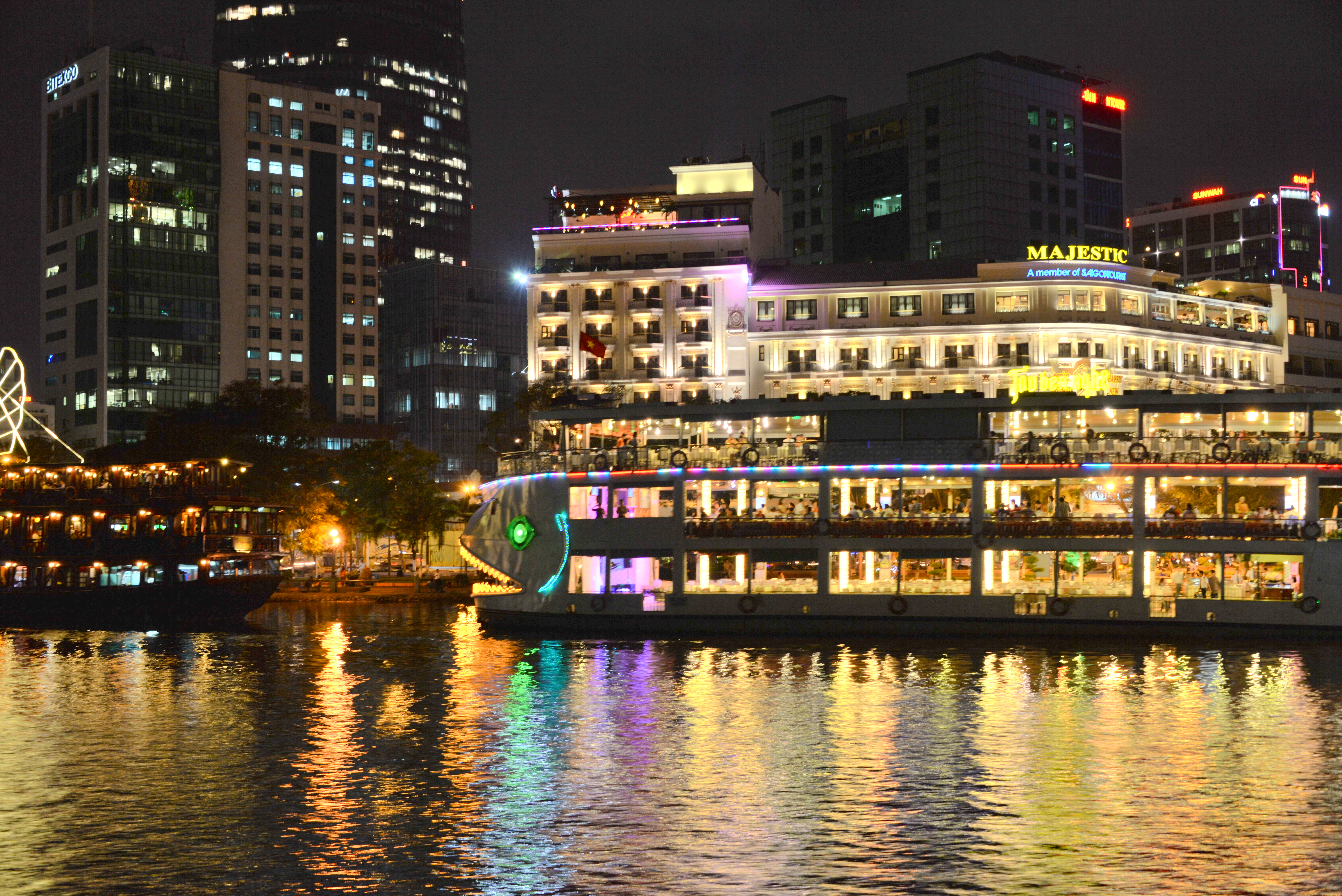
Nhà hàng trên tàu tại Bến Bạch Đằng vào năm 2015
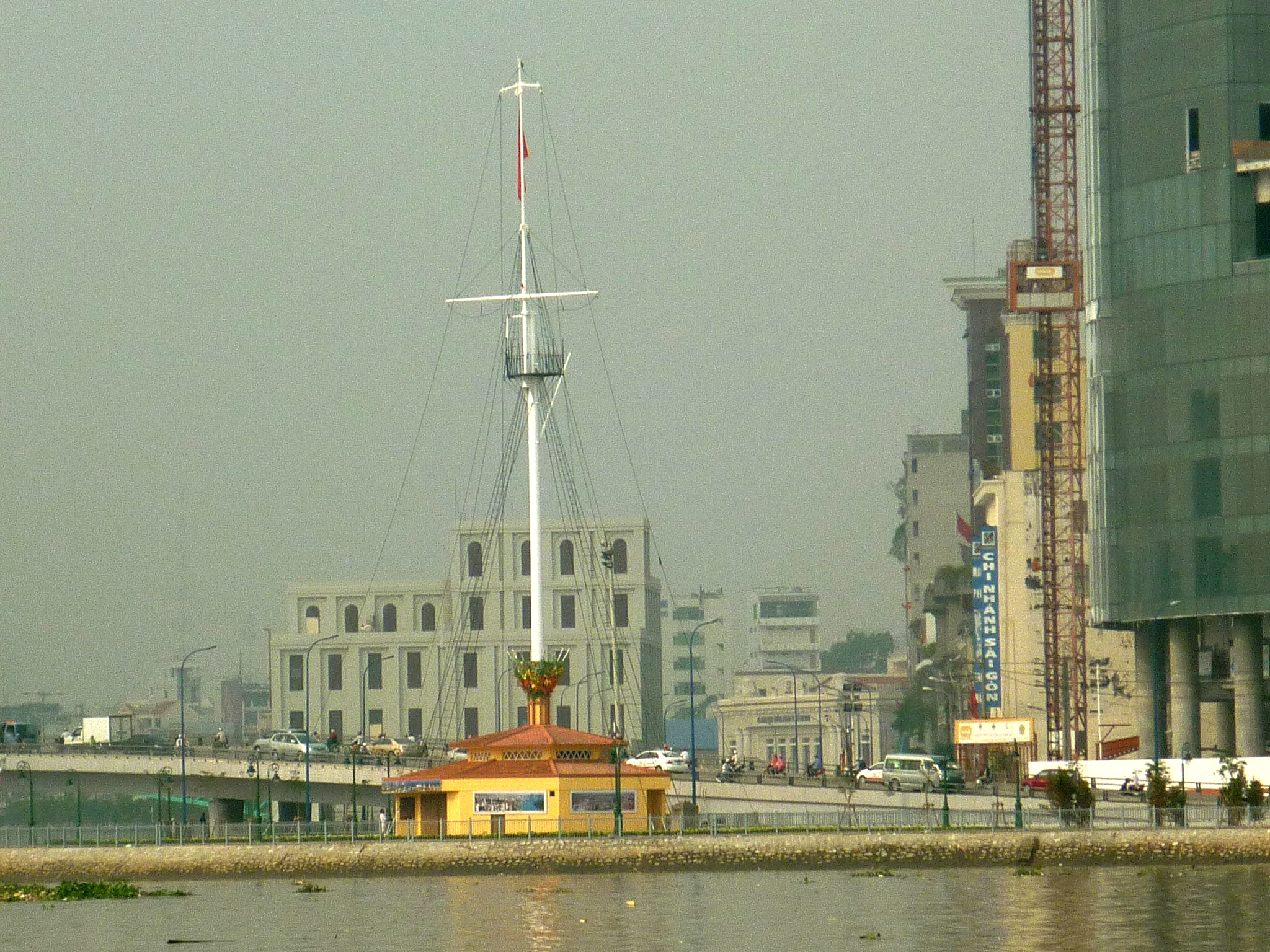
Cột cờ Thủ Ngữ, phía sau là tháp thông gió của hầm Thủ Thiêm
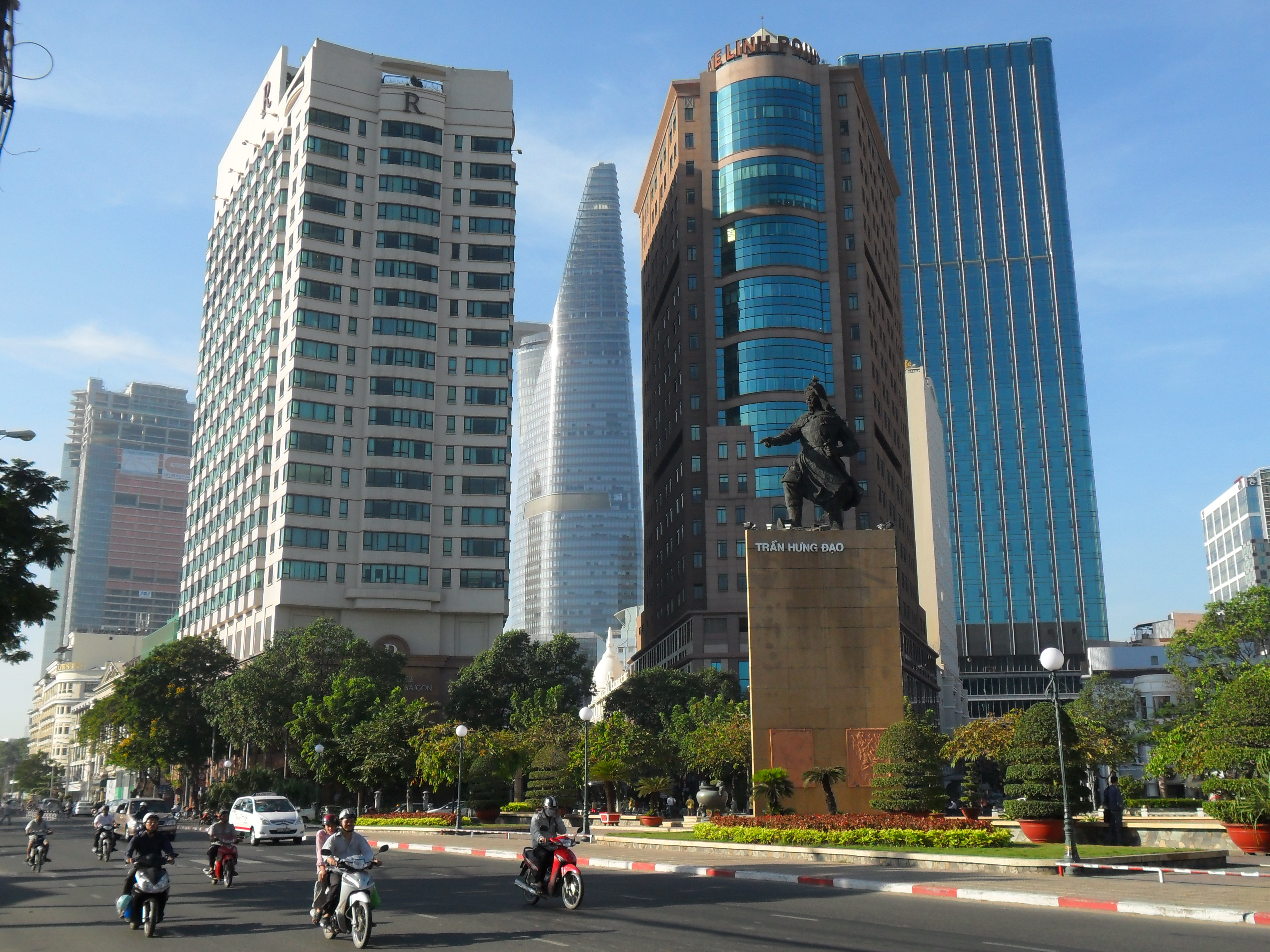
Tượng Đức Thánh Trần Hưng Đạo ở công trường Mê Linh năm 2012
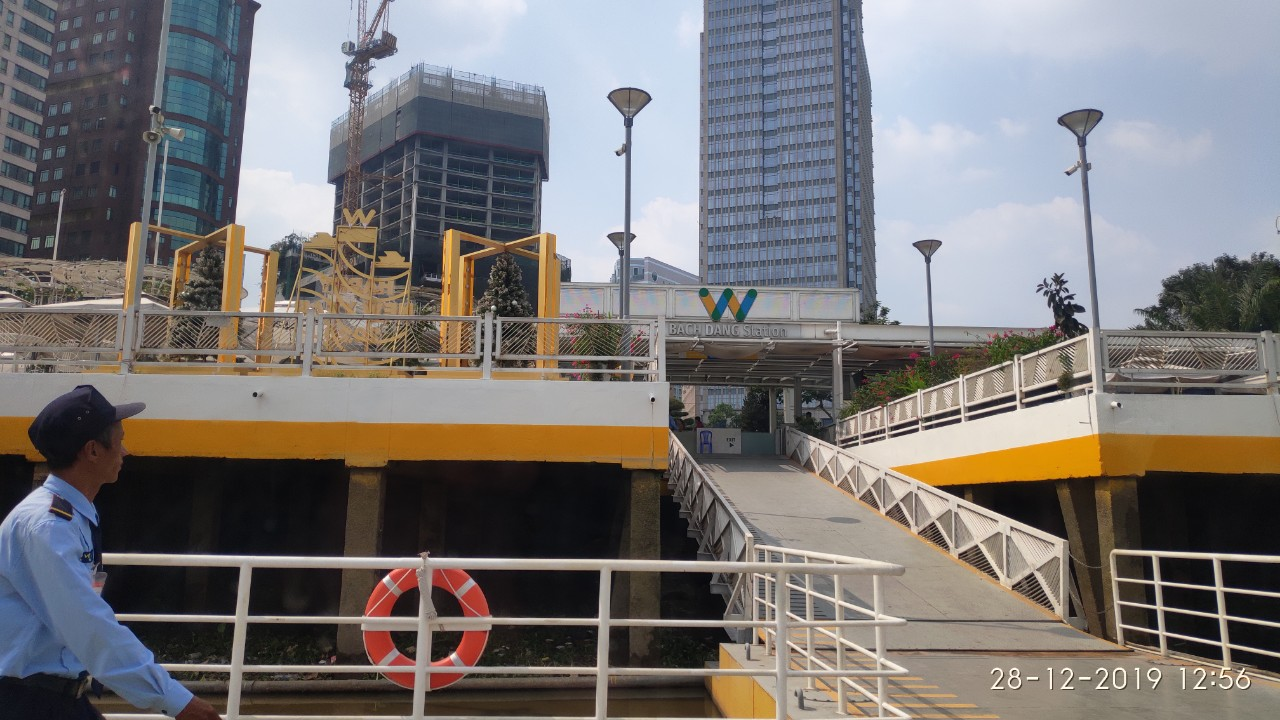
Bến buýt đường sông, ga Bạch Đằng
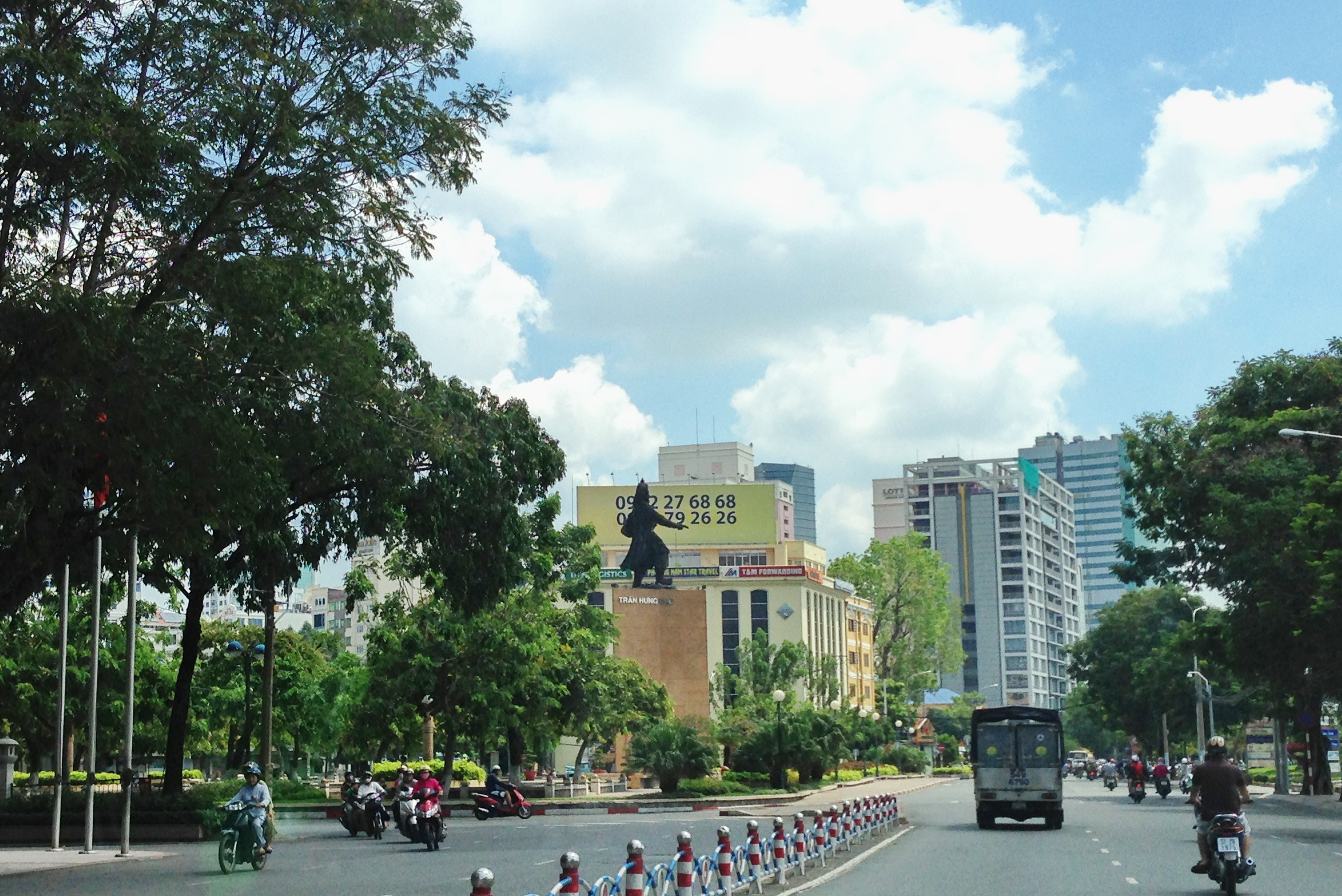
Đường Tôn Đức Thắng năm 2013
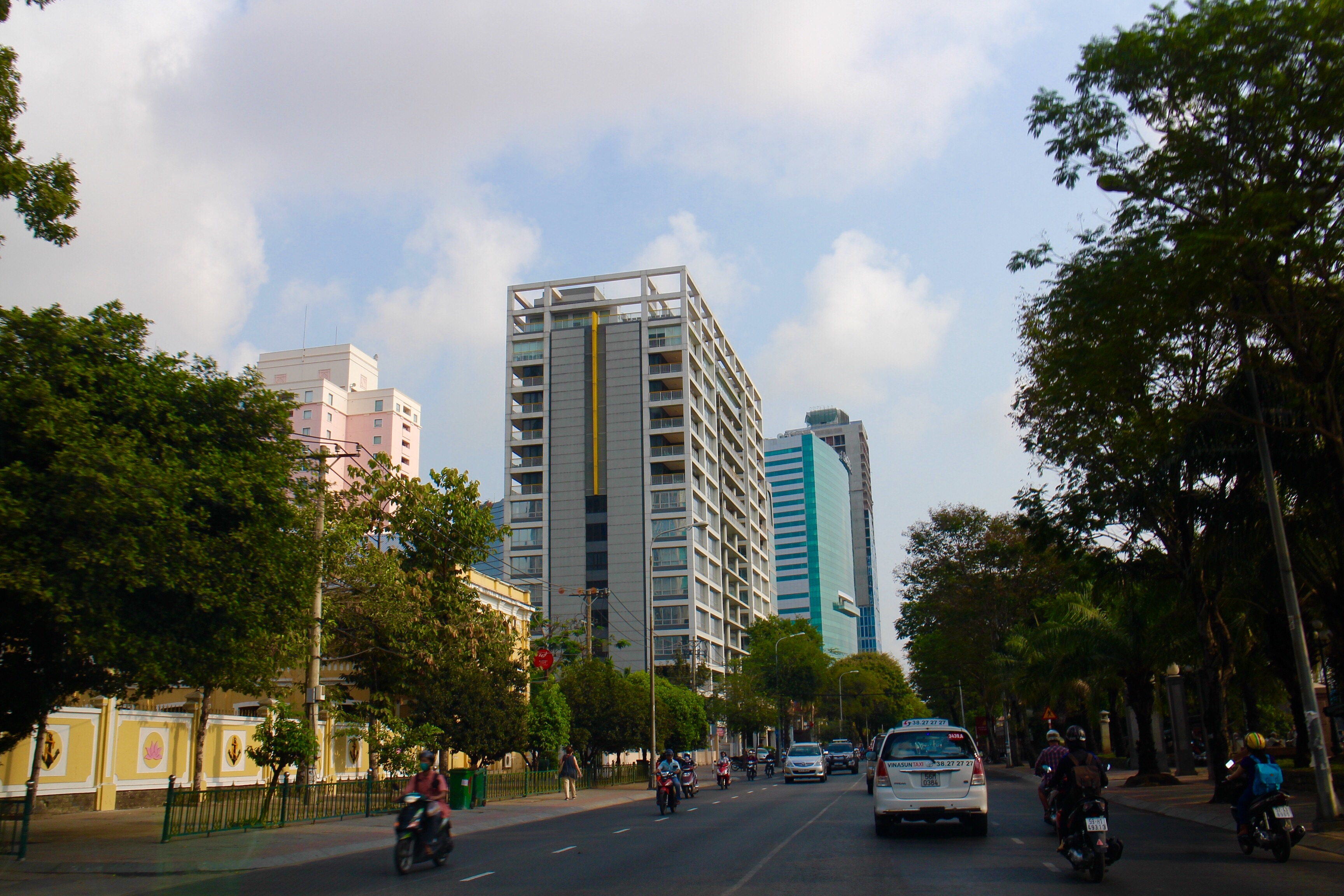
Đường Tôn Đức Thắng năm 2015